# Bradford (Nueva York)
Bradford es un pueblo ubicado en el condado de Steuben en el estado estadounidense de Nueva York. En el año 2000 tenía una población de 763 habitantes y una densidad poblacional de 12 personas por km².

## Geografía
Bradford se encuentra ubicado en las coordenadas 42°19′51″N 77°8′0″O / 42.33083, -77.13333.

## Demografía
Según la Oficina del Censo en 2000 los ingresos medios por hogar en la localidad eran de $35,417, y los ingresos medios por familia eran $39,107. Los hombres tenían unos ingresos medios de $28,750 frente a los $25,313 para las mujeres. La renta per cápita para la localidad era de $14,848. Alrededor del 16.4% de la población estaban por debajo del umbral de pobreza.